# Paul McGuigan (musicien)
Pour les articles homonymes, voir Paul McGuigan.
 (mai 2020).
Si vous disposez d'ouvrages ou d'articles de référence ou si vous connaissez des sites web de qualité traitant du thème abordé ici, merci de compléter l'article en donnant les références utiles à sa vérifiabilité et en les liant à la section « Notes et références ».
Paul "Guigsy" McGuigan est né le 9 mai 1971 dans le Lancashire.
Il est le bassiste du groupe Oasis de sa formation jusqu'en 1998. Il quittera le groupe peu après Paul « Bonehead » Arthurs, le guitariste rythmique d'alors, également présent depuis les débuts du groupe.
Comme son comparse Bonehead, Guigsy n'est pas un musicien très technique ni spectaculaire. Mais leur présence dans le groupe jusqu'à l'apogée de ce dernier contribuera à donner à Oasis une image populaire et très rock'n roll. Cependant, Guigsy comme Bonehead n'auraient sans doute pas connu le même succès sans le talent d'écriture de leur comparse Noel Gallagher.